# Primera División de Costa Rica 1970
Die Saison 1970 war die 51. Spielzeit der Primera División de Costa Rica, der höchsten costa-ricanischen Fußballliga. Es nahmen zehn Mannschaften teil. Alajuela gewann zum 11. Mal in der Vereinsgeschichte die Meisterschaft.

## Austragungsmodus
- Die zehn teilnehmenden Mannschaften spielten in einer Doppelrunde im Modus Jeder gegen Jeden den Meister aus.
- Der Letztplatzierte sowie der Zweitletzte stiegen in die zweite Liga ab.

## Endstand
| Pl.             | Verein                     | Sp. | S  | U  | N  | Tore  | Diff. | Punkte |
| --------------- | -------------------------- | --- | -- | -- | -- | ----- | ----- | ------ |
| 01              | LD Alajuelense             | 32  | 22 | 8  | 2  | 88:26 | 62    | 52     |
| 02              | CD Saprissa (M)            | 32  | 19 | 8  | 5  | 79:27 | 52    | 46     |
| 03              | CS Herediano               | 32  | 12 | 10 | 10 | 58:50 | 8     | 34     |
| 04              | Deportivo México           | 32  | 12 | 7  | 13 | 46:71 | −26   | 31     |
| 05              | AD Municipal Puntarenas    | 32  | 11 | 7  | 14 | 58:64 | −6    | 29     |
| 06              | CS Cartaginés              | 32  | 9  | 9  | 14 | 41:47 | −6    | 27     |
| 07              | AD Ramonense               | 32  | 10 | 6  | 16 | 48:78 | −30   | 26     |
| 08              | CS Uruguay de Coronado     | 32  | 6  | 13 | 13 | 45:60 | −15   | 25     |
| 09              | AD Municipal Turrialba (N) | 32  | 5  | 8  | 19 | 41:81 | −40   | 18     |
| Stand: Endstand |                            |     |    |    |    |       |       |        |

## Pokalwettbewerb

### Torneo de Copa 1970
Saprissa gewann das Torneo de Copa 1970, das in einer Gruppenrunde mit sechs Teilnehmern ausgespielt wurde. Neben Saprissa nahmen drei andere Erstligisten (Cartaginés, Puntarenas und Herediano) sowie zwei Zweitligisten (Paraíso und Rohrmoser) teil.